# Peterborough
Peterborough é uma cidade-catedral e autoridade unitária do Leste da Inglaterra, com uma população estimada em 202.110 habitantes, segundo dados de 2017. Para fins de propósitos cerimoniais ela faz parte do condado de Cambridgeshire. Situa-se 121 quilômetros ao norte de Londres.